# Vendetta finale
Vendetta finale (Acts of Vengeance) è un film del 2017 diretto da Isaac Florentine.

## Trama
La vita di Frank Valera viene sconvolta quando la moglie e la figlia vengono brutalmente assassinate; ormai distrutto dal dolore decide di vendicarsi per avere giustizia.

## Distribuzione
Il film è stato distribuito nelle sale cinematografiche statunitensi il 27 ottobre 2017.

## Accoglienza

### Incassi
In totale il film ha incassato 320000 dollari.

### Critica
Sull'aggregatore di recensioni Rotten Tomatoes il film ha ottenuto un punteggio di 5,5 su 10, sulla base di 11 recensioni, mentre su Metacritic di 49 su 100, su 4 recensioni.